# Liaruca
Liaruca (Liaruka) ist ein osttimoresischer Suco im Verwaltungsamt Ossu (Gemeinde Viqueque).

## Geographie
Liaruca liegt im Nordwesten des Verwaltungsamts Ossu. Östlich von Liaruca befindet sich der Suco Builale, im Südosten Ossu de Cima und westlich das Verwaltungsamt Viqueque mit seinem Suco Uai-Mori. Im Norden befindet sich die Gemeinde Baucau mit ihren Sucos Ossouala (Verwaltungsamt Vemasse) und Fatulia (Verwaltungsamt Venilale). Im Suco entspringen die Flüsse Badometa, der nach Nordwesten fließt, und Haunauil, der in den westlichen Grenzfluss Lequeloe nach Südwesten fließt. Letztere beiden sind Nebenflüsse des Tuco, der im Grenzgebiet zu Ossu de Cima entspringt, während der Badometa in den Mori mündet, dem Grenzfluss zu Ossouala und Quellfluss des Laleia. Die Region gehört zur Important Bird Area des benachbarten Monte Mundo Perdido.
Vor der Gebietsreform 2015 hatte Liaruca eine Fläche von 67,01 km². Nun beträgt die Fläche 66,24 km². Es gab nur kleinere Grenzkorrekturen zu Builale und Ossu de Cima.
Der Ort Liaruca liegt im südlichen Zentrum des Sucos, 178 Kilometer südöstlich von der Landeshauptstadt Dili. Hier steht hier die Grundschule des Sucos, die Escola Primaria Liaruca. Außerdem befindet sich in Liaruca ein medizinischer Posten und ein Hubschrauberlandeplatz für Notfälle.
Im Südosten liegt der Ort Bahaneu, im Zentrum Selele (Salele) und dazwischen Liaruca. Neben der Grundschule in Liaruca gibt es eine weitere in Bahaneu.
Im Suco befinden sich die fünf Aldeias Baha-Neo, Cai-Ua, Liacuda, Liaruca und Selele.

## Einwohner
In Liaruca leben 1.198 Einwohner (2022), davon sind 609 Männer und 589 Frauen. Im Suco gibt es 219 Haushalte. Über 90 % der Einwohner geben Kairui als ihre Muttersprache an. Liaruca und das benachbarte Builale sind Zentren des Dialekts. Fast 7 % sprechen Makasae und 2 % Midiki.

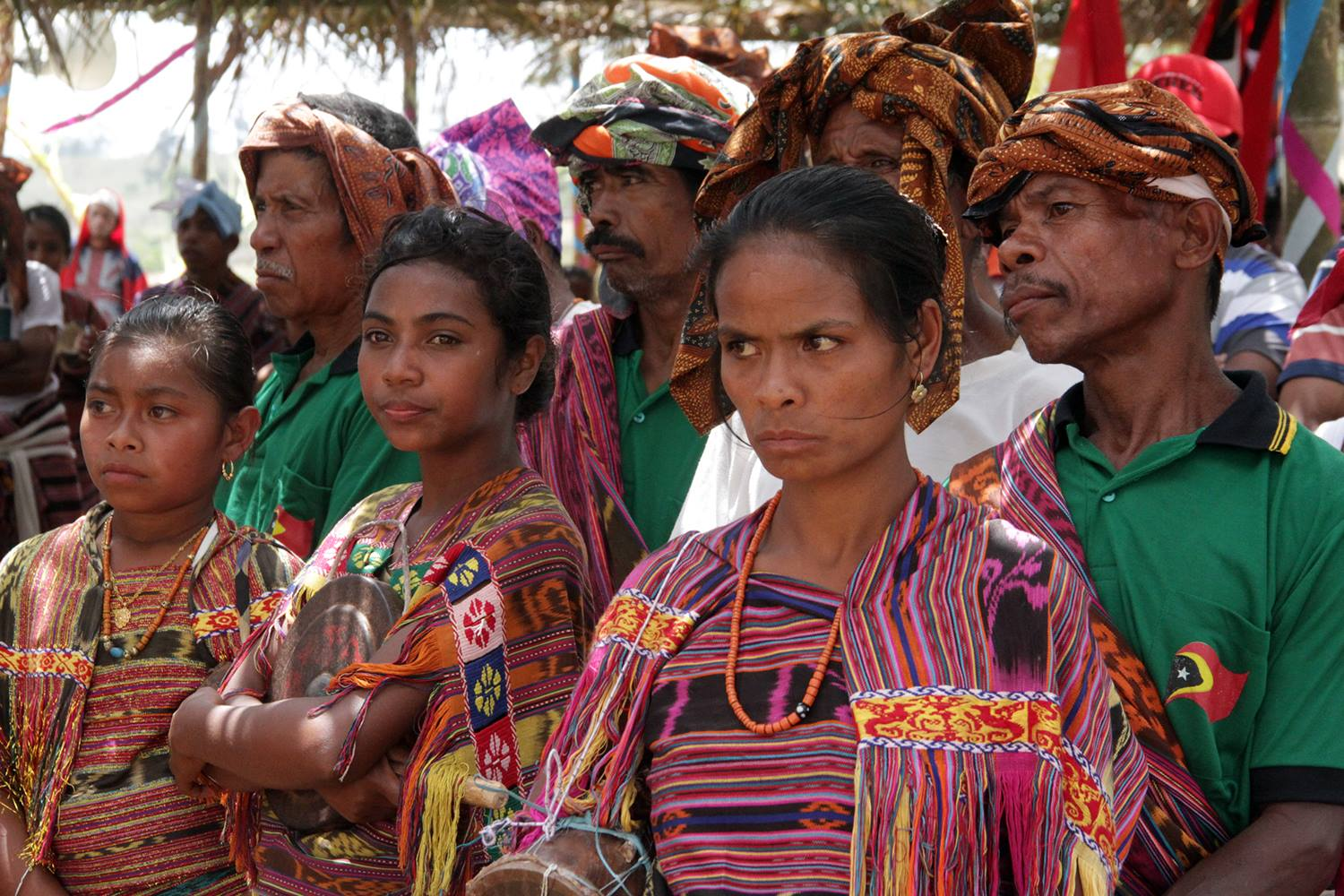
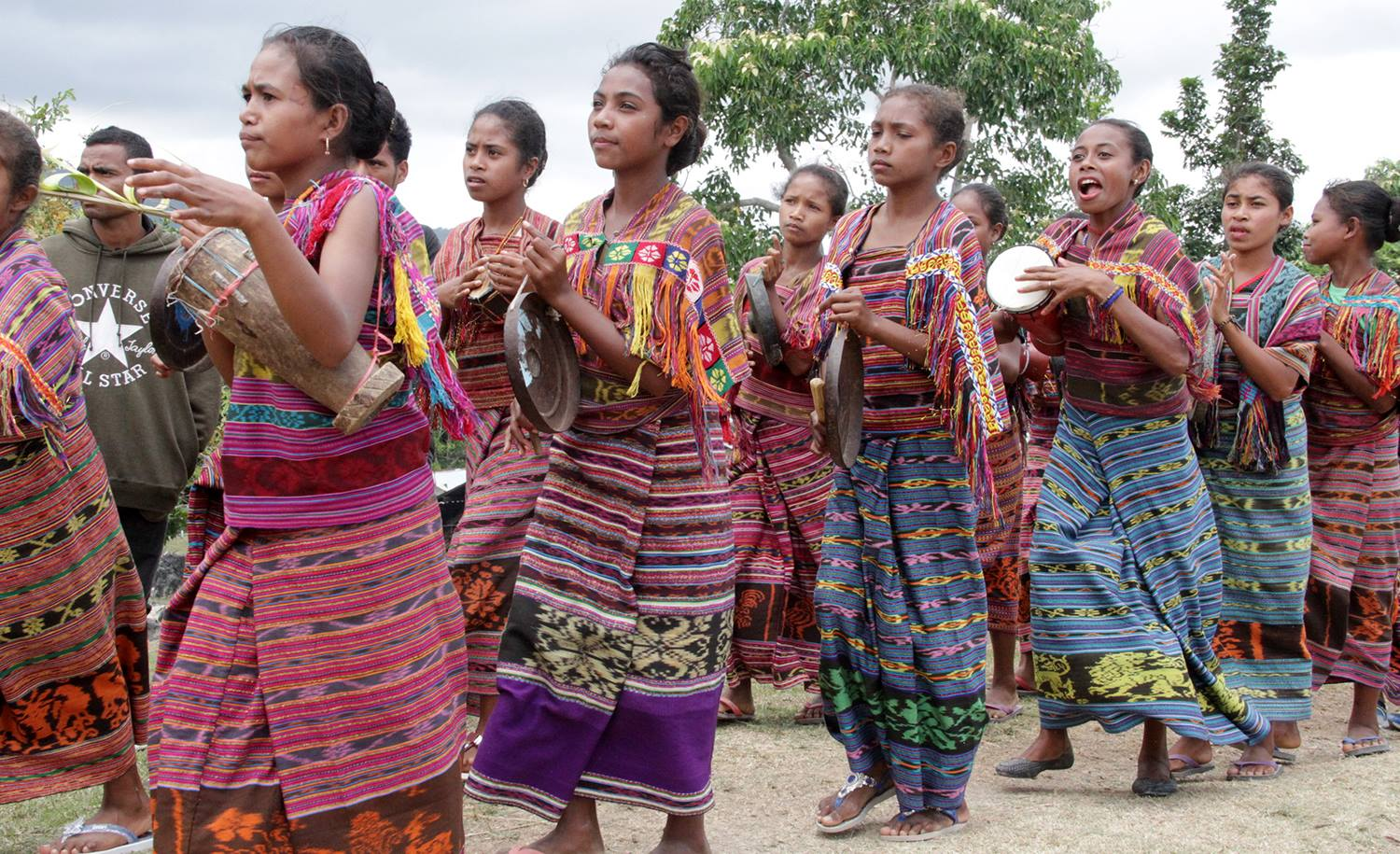
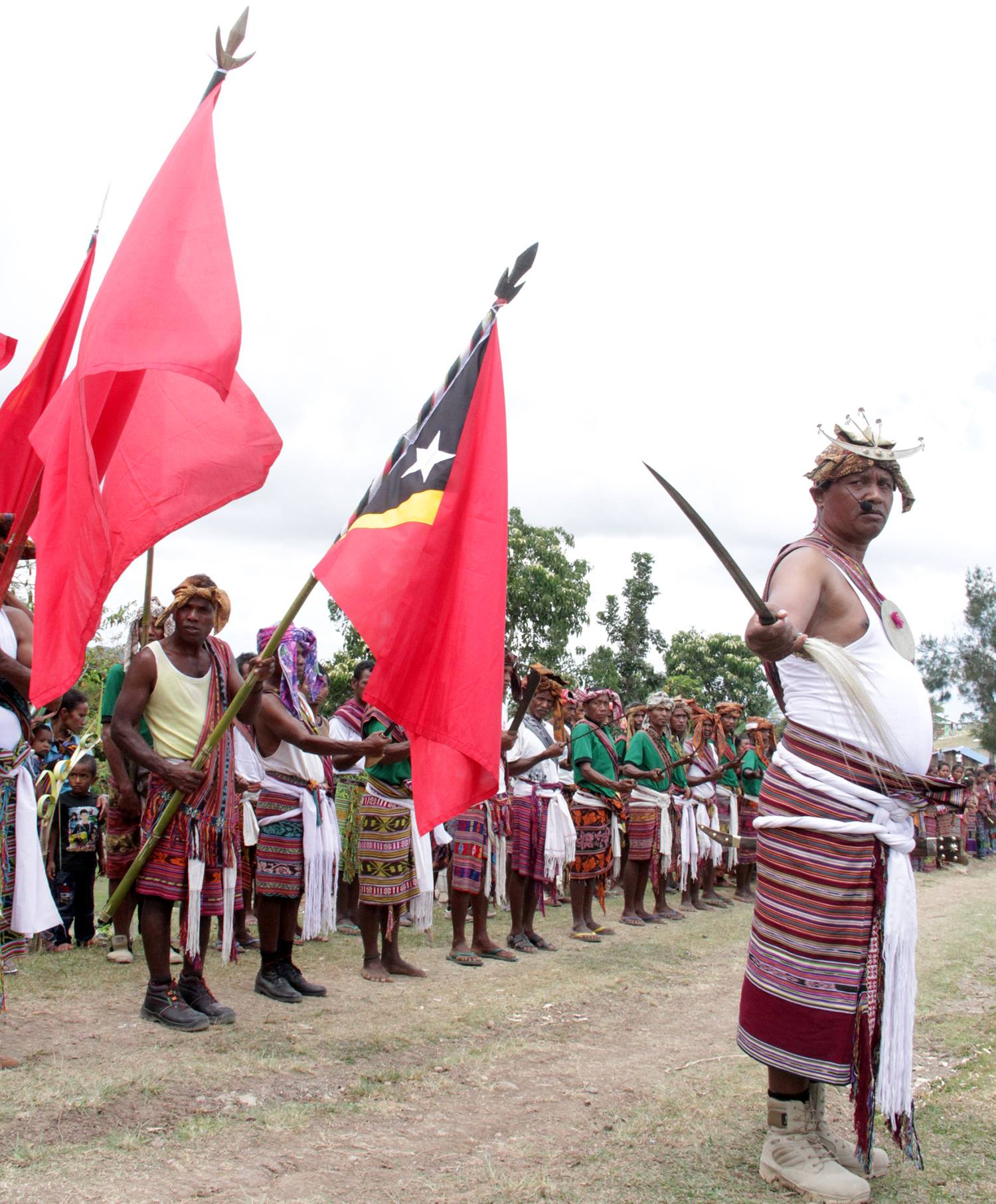
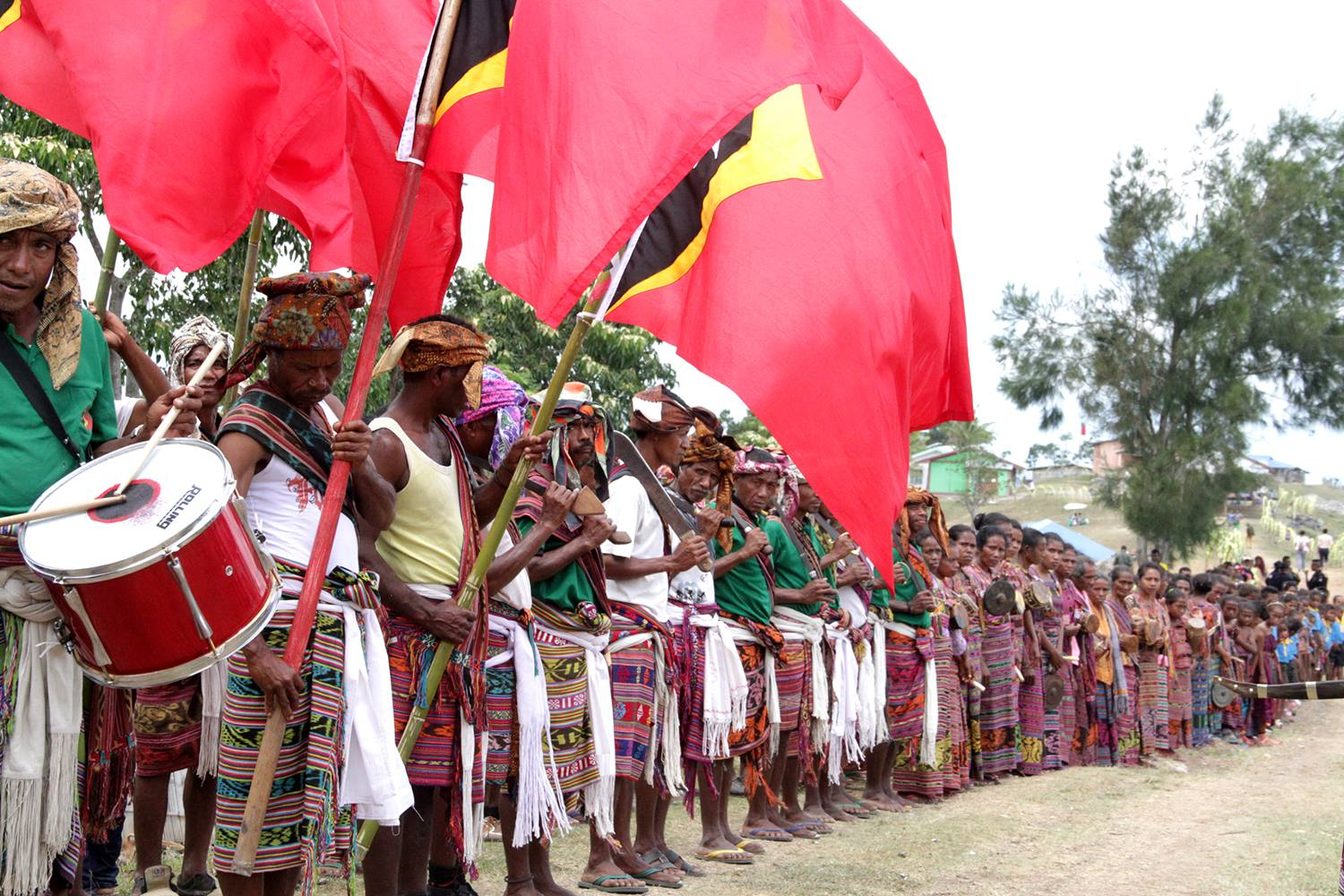

## Geschichte
Zwischen 1974 und 1999 war Osttimor von Indonesien besetzt. Es kam zu einem Guerillakrieg zwischen den Besatzern und der Befreiungsbewegung der FALINTIL. Am 20. März 1983 traf sich im Aldeia Buburaka FALINTIL-Kommandant Xanana Gusmão mit mehreren indonesischen Offizieren. Die Verhandlungen führten später zu einem zeitweiligen Waffenstillstand.
Im September 1984 fand in Liaruca ein Reorganisationstreffen der FALINTIL statt, bei der der militärische Widerstand umstrukturiert und Xanana Gusmão als FALINTIL-Führer gestärkt wurde.
Am 4. Juni 1998 stürzte kurz nach dem Start ein indonesischer Militärhubschrauber in Liaruca ab. Dabei kamen der indonesische Generalmajor Yudomo und zehn weitere Passagiere ums Leben. Der Heckrotor berührte kurz nach dem Start einen Baum, so dass der Hubschrauber zu Boden stürzte und in Flammen aufging.

## Politik

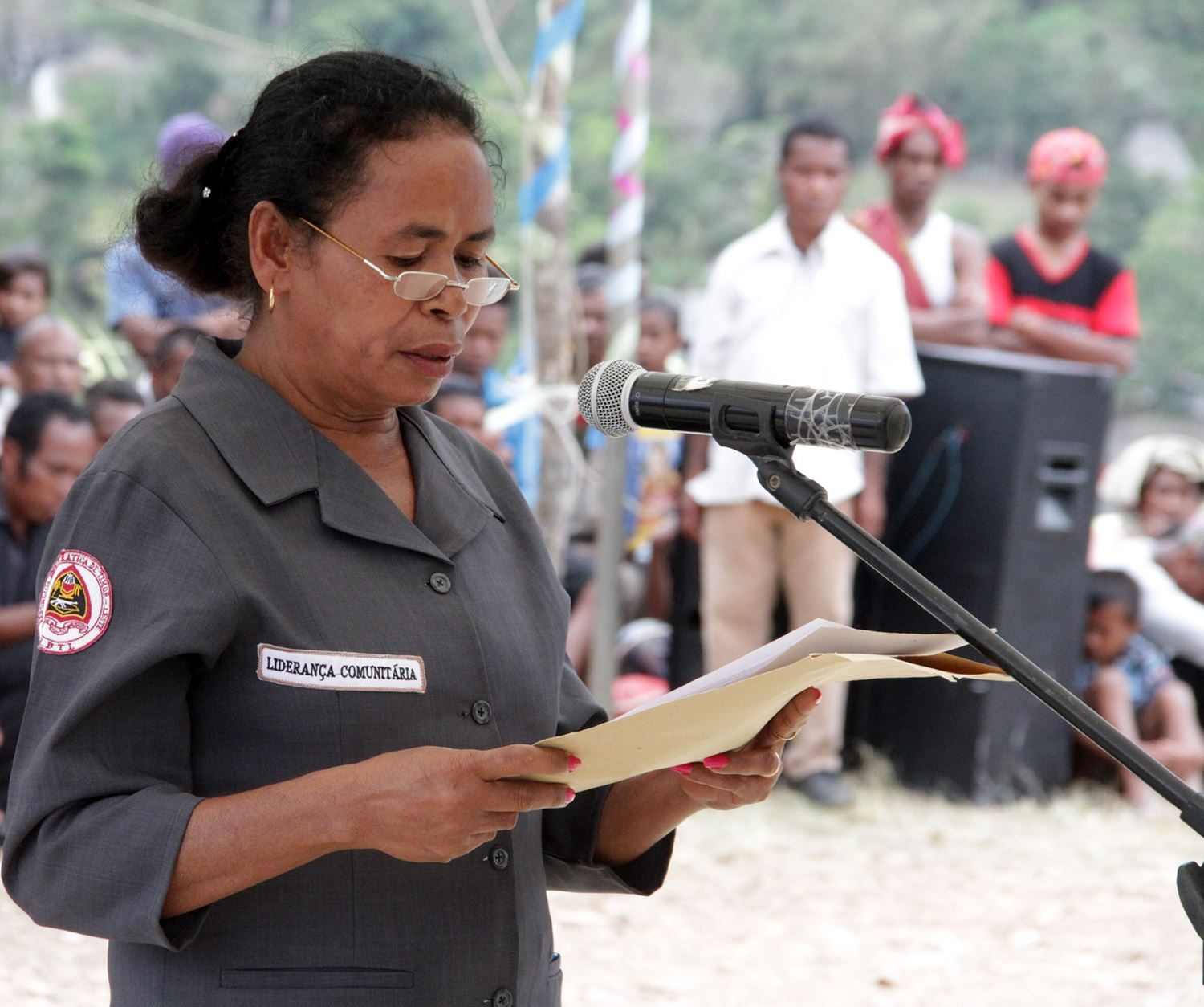
Rita Monteiro (2016)

Bei den Wahlen von 2004/2005 wurde Manuel Mascarenhas zum Chefe de Suco gewählt. Bei den Wahlen 2009 gewann Rita Monteiro. Sie war eine von nur neun Frauen in diesem Amt. 2016 wurde Filomeno Soares gewählt.

## Persönlichkeiten

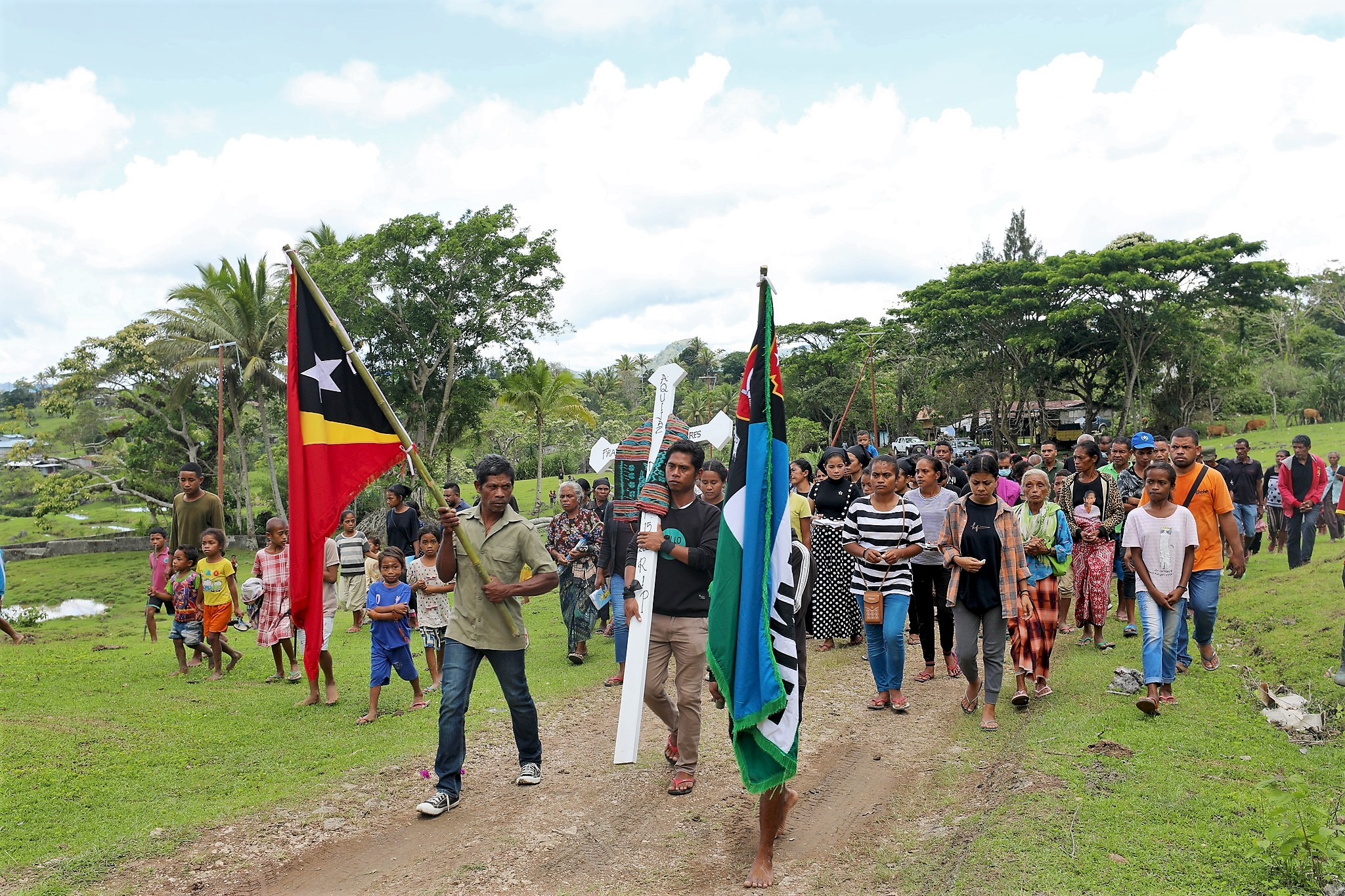
Begräbnis von Francisca Guterres (2022)

- Francisca Guterres (1961–2022), Unabhängigkeitskämpferin